# Johannes Kornow
Johannes Kornow (* 17. Februar 1932 in Schwedt/Oder; † 31. Januar 2014 in Greifswald) war ein deutscher Archivar.

## Leben
Er war der Sohn eines Landarbeiters. Nach dem Besuch der Grundschule erlernte er den Beruf eines Schlossers. Er trat der SED bei, deren Ortsparteileitung Schwedt ihm empfahl, die Oberschule zu besuchen. Dort legte er 1951 das Abitur ab und wurde zum Abteilungsleiter für Kunstangelegenheiten beim Rat des Kreises Schwedt berufen. Anschließend nahm er ein Studium an der Pädagogischen Hochschule Potsdam auf und ging dann an die Humboldt-Universität zu Berlin, wo er 1957 am Institut für Archivwissenschaft den Abschluss als Diplom-Archivar erwarb.
Am Deutschen Zentralarchiv, Abteilung Merseburg erhielt er seine erste Stelle als wissenschaftlicher Archivar des höheren Dienstes, wo er das Archivgut des preußischen Ministeriums für Landwirtschaft, Domänen und Forsten ordnete. Nur wenige Jahre später wurde er an die Staatliche Archivverwaltung der DDR berufen, wo er an der Entwicklung eines Systems der Ausbildung und Qualifizierung der Mitarbeiterinnen und Mitarbeiter des staatlichen Archivwesens mitwirkte. Er wurde Mitglied der SED-Parteileitung der Archivverwaltung und leitete den Stützpunkt des Kreispropagandistenaktiv.
In den ausgehenden 1960er Jahren erfolgte seine Ernennung zum Direktor des Staatsarchivs Greifswald, aus dem 1990 das Vorpommersche Landesarchiv wurde. 1974 promovierte er an der Universität Greifswald mit der Dissertation Arbeiterklasse und Staatsmacht im Prozeß der antifaschistisch-demokratischen Umwälzung in Mecklenburg und Vorpommern von Mai 1945 bis zur Konstituierung der im Herbst 1945 gewählten Machtorgane.
Zwischen 1976 und 1988 gab er den mehrbändigen Wissensspeicher für das Lehrgebiet Geschichte der politischen Organisation der Gesellschaft – Teil Kapitalismus als Lehrmaterial heraus. Bereits 1959 hatte er den Lehrbrief zur brandenburg-preußischen Verwaltungsgeschichte zusammengestellt.

## Schriften (Auswahl)
- Verwaltungsgeschichte des Staates. Lehrbrief 2: Brandenburgpreußische Verwaltungsgeschichte, 1959
- Das Staatsarchiv Greifswald. In: Archivmitteilungen, 39, 1989, H. 4, S. 108–109.

## Auszeichnungen
- Friedensmedaille der FDJ
- Medaille für ausgezeichnete Leistungen (zweimal)